# Prager Straße (Wien)
Die Prager Straße in Wien ist eine im 21. Bezirk, Floridsdorf, gelegene historische Hauptstraße. Die einstige Landesstraße nach Prag wurde 1728–1736 als Prager Reichsstraße angelegt und erhielt 1875 den kürzeren Namen Prager Straße. Das Gebiet, durch das sie verläuft, wurde 1905 nach Wien eingemeindet.
Sie geht, vom Stadtzentrum aus gesehen, von der an die Floridsdorfer Hauptstraße anschließenden Kreuzung Am Spitz in nordnordwestlicher Richtung etwa parallel zur in einiger Entfernung fließenden Donau aus. Die andere hier beginnende Hauptstraße ist die Brünner Straße in nordnordöstlicher Richtung.
Die Prager Straße führt durch locker verbautes Stadtgebiet fast schnurgerade zwischen den Bezirksteilen Strebersdorf (westlich und östlich der Straße) und Großjedlersdorf (östlich der Straße) Richtung Prag. Unmittelbar vor der nördlichen Stadtgrenze führt sie an den Ausläufern des östlich gelegenen Teils von Strebersdorf vorbei. Kurz zuvor überquert sie auf Brücken die Nordwestbahn und den Marchfeldkanal.
Die Straße wird von ihrem südlichen Ende fast bis Strebersdorf von der Straßenbahnlinie 26 befahren, die dann zum Zentrum von Strebersdorf östlich in die Rußbergstraße abbiegt. Vom 19. Jänner 1912 an bis 3. Mai 1996 fuhr hier die Linie 32 bzw. 132.
Der überörtliche Zusammenhang der Straße mit dem Straßennetz im östlichen und nördlichen Österreich ist im Lemma Donau Straße zu finden. Die Bedeutung der Prager Straße im Fernverkehr ist durch den Bau der hier in den 1980er Jahren erstellten Donauuferautobahn beträchtlich gesunken.

## Adressen
- In Nr. 9 befindet sich in den Räumen eines ehemaligen Kinos das Gloria-Theater.

- Beim Haus Nr. 18A befindet sich ein 1964 enthülltes Denkmal für den hingerichteten Februarkämpfer Georg Weissel (1899 bis 1934).

- Georg I. Heinrich Mautner von Markhof (1840–1904) aus der Brauerfamilie übersiedelte 1864 von Simmering in das neue Betriebsgelände auf Nr. 20, wo nun ebenfalls Kunst- bzw. Presshefe und Spiritus produziert wurden. Ab 1872 (damals erhielt sein Vater Adolf Ignaz Mautner von Markhof den Adelsstand) erweiterte er dort mit seinem Schwager Otto Waechter die Fabrik und gründete auf dem Grundstück zur Gerichtsgasse eine Malzfabrik, die als „Waechter & Mautner“ bald die größte in Österreich-Ungarn und 1890 von Georgs älterem Bruder Carl Ferdinand Mautner von Markhof (1834–1896) gekauft wurde. In der Prager Straße 20 ließ Georg nach seinem Umzug seine Villa errichten. Der Betrieb wurde zur St.-Georgs-Brauerei ausgebaut und verzeichnete im Jahr 1900 31 Beamte und 300 Arbeiter.[2] Die so genannte Mautner-Villa dient heute einem Feuerwehr- und Jugendzentrum.

- Auf Nr. 31 wurde eine Fassbinderei betrieben. 1900 / 1901 ließ Georg I. Heinrich Mautner von Markhof hier und am angrenzenden Grundstück Nr. 33 für seinen Sohn Georg II. Anton den später Mautner-Schlössl genannten Gebäudekomplex errichten.
- Im Haus Nr. 74 wurde am 4. Oktober 1899 der spätere Wiener Bürgermeister und Bundespräsident Franz Jonas geboren.[3]